# Micaela Giustiniani
Micaela Giustiniani (Bellagio, 19 gennaio 1929) è un'attrice e doppiatrice italiana.

## Biografia
Attiva nel doppiaggio sin dalla tenera età,  dal 1946 lavora nella prosa radiofonica RAI e dal 1960 in quella televisiva, prendendo parte a numerosi sceneggiati.
Nel 1939 è Isabella ne L'Amfiparnaso di Orazio Vecchi con Licia Albanese, Fernando Farese e Guido Gatti al Teatro Comunale di Firenze e recitata anche nel 1939 con Attilia Radice, Farese e Gatti nel Teatro della Pergola di Firenze. Sempre nel 1939 è Silvia in Aminta (Tasso) per la regia di Renato Simoni e Corrado Pavolini con Rina Morelli, Andreina Pagnani, Rossano Brazzi, Gino Cervi, Ernesto Sabbatini, Carlo Ninchi, Aroldo Tieri ed Annibale Ninchi al Giardino di Boboli a Firenze.
Come doppiatrice è principalmente nota per aver prestato la voce a Jessica Tandy nei suoi film della vecchiaia, come A spasso con Daisy e Pomodori verdi fritti alla fermata del treno. Suoi anche i doppiaggi di Joan Fontaine in Donne, Evelyn Keyes in Via col vento, Elizabeth Taylor in Il gigante, Vera Miles in Sentieri selvaggi, Cathy Downs in Sfida infernale.

## Filmografia

### Cinema
- Il nemico, regia di Guglielmo Giannini (1942)
- Sant'Elena, piccola isola, regia di Renato Simoni (1943)
- Guerra e pace (War and Peace), regia di King Vidor (1956)
- Occhio nero occhio biondo occhio felino..., regia di Emma Muzzi Loffredo (1984)
- Eclisse totale, regia di Pietro Nardi (1992)
- Mashamal - Ritorno al deserto, regia di Paolo Fondato (1998)

### Televisione
- Così per gioco, regia di Leonardo Cortese (1979)
- L'ospite inatteso, regia di Daniele D'Anza (1980)
- Quasi quasi mi sposo, regia di Vittorio Sindoni (1982)
- Mia figlia (1982)
- Quei trentasei gradini, regia di Luigi Perelli (1984)
- Aeroporto internazionale – serie TV (1985)
- Io e il duce, regia di Alberto Negrin (1985)
- Little Roma, regia di Francesco Massaro (1987)
- Mamma per caso, regia di Sergio Martino (1997)

## Prosa radiofonica RAI
- Sotto i ponti di New York, di Maxwell Anderson, regia di Umberto Benedetto, trasmesso il 25 maggio 1953

## Prosa televisiva RAI
- La frattura, commedia di Paolo Levi, regia di Luigi Di Gianni, trasmessa il 17 novembre 1956
- Il rosario, di Federico De Roberto, regia di Enrico Fulchignoni, trasmessa il 21 febbraio 1961
- L'ospite inatteso, di Agatha Christie, regia di Mario Foglietti, trasmessa il 15 settembre 1981

## Doppiaggio
- Jessica Tandy in I bostoniani, A spasso con Daisy, Pomodori verdi fritti alla fermata del treno, La vedova americana, Camilla
- Nancy Olson in Lo sceriffo senza pistola, Marijuana, Prima dell'uragano, Solo per te ho vissuto
- Bella Darvi in Destino sull'asfalto, Operazione mistero, Sono un sentimentale
- Carolyn Jones in Vertigine, Lo zar dell'Alaska, La conquista del West
- Hope Lange in I peccatori di Peyton, Donne in cerca d'amore, Paese selvaggio
- Virginia Leith in L'amante sconosciuto, La vergine della valle, Sabato tragico
- Vera Miles in Sentieri selvaggi, L'indiana bianca
- Lori Nelson in I senza legge, Tutto finì alle sei, La storia di Tom Destry
- Patricia Owens in Agguato nei Caraibi, Un urlo nella notte, L'isola nel sole
- Donna Reed in L'ultima volta che vidi Parigi, Il ricatto più vile, Dallas
- Eva Bartok in Il corsaro dell'isola verde
- Ann Blyth in Quando l'amore è romanzo
- Corinne Calvet in Uomini alla ventura, Bill sei grande!
- Cyd Charisse in Su di un'isola con te, Inferno bianco
- Laraine Day in Dinamite bionda, La terza voce
- Anne Francis in Il cielo è affollato, Primo peccato
- Zsa Zsa Gábor in Matrimoni a sorpresa, L'infernale Quinlan
- Anita Louise in Maria Antonietta, Tovarich (riedizione del 1951)
- Dorothy Malone in Furia d'amare, Notte e dì
- Patricia Medina in Rapporto confidenziale, Il mostro della via Morgue
- Marion Ross in Qualcuno verrà, Eternamente femmina
- Lurene Tuttle in C'è posto per tutti, La signora in giallo
- Joan Weldon in I pirati della metropoli, Sogno di Bohème
- Phyllis Adair in A ciascuno il suo destino
- Eve Arden in Il buio in cima alle scale
- Julia Arnall in L'uomo che vide il suo cadavere
- Phyllis Avery in La felicità non si compra
- Joanna Barnes in La signora mia zia
- Barbara Bates in Mia moglie si sposa
- Barbara Billingsley in Perfido invito
- Jean Blake Fleming in La mia terra
- Sally Blane in Io sono un evaso
- Luisella Boni in La regina delle piramidi
- Phyllis Brooks in L'incendio di Chicago
- Joan Camden in Pranzo di nozze
- Marian Carr in Giorni di dubbio
- Helena Carter in La spia delle giubbe rosse
- Peggie Castle in Incontro sotto la pioggia
- Joan Caulfield in Le piogge di Ranchipur
- Dani Crayne in Il cerchio della vendetta
- Rosalie Crutchley in La storia di una monaca
- Susan Cummings in Flash! Cronaca nera
- Audrey Dalton in Titanic
- Dolores Dorn in Cacciatori di frontiera
- Hazel Douglas in Un segreto in famiglia
- Cathy Downs in Sfida infernale
- Alice Drummond in Ace Ventura - L'acchiappanimali
- Annemarie Düringer in Conta fino a cinque e muori
- Ann Dvorak in La pattuglia dei senza paura
- Annalisa Ericson in Un'estate d'amore
- Joan Evans in Il tenente dinamite
- Joan Fontaine in Donne
- Irene Galter in Menzogna
- Nancy Gates in Il fondo della bottiglia
- Betty Lou Gerson in L'esperimento del dottor K.
- Coleen Gray in Esecuzione al tramonto
- Kathryn Grayson in Il bacio di mezzanotte
- Barbara Hale in 7º Cavalleria
- Anne Haney in Mrs. Doubtfire - Mammo per sempre
- Helen Hayes in Il mistero del dinosauro scomparso
- Dodie Heath in Tutte le ragazze lo sanno
- Irene Hervey in Gioventù ribelle
- Mary Howard in Terra selvaggia
- Martha Hyer in Un pizzico di fortuna
- Thelma Joel in Le mie due mogli
- Dolores Keator in Agente 007 - Licenza di uccidere
- Evelyn Keyes in Via col vento
- Andrea King in Commandos
- Phyllis Kirk in Per la vecchia bandiera
- Avice Landone in Scuola di spie
- Anna Lee in Che fine ha fatto Baby Jane?
- Ruta Lee in Testimone d'accusa
- Janet Leigh in Tempo di furore
- Joan Leslie in Una pallottola per Roy
- June Lockhart in La famiglia Stoddard
- Sophia Loren in La tratta delle bianche
- Diana Lynn in Omertà
- Gillian Lynne in Il principe di Scozia
- Alvys Maben in Delitto per procura
- Irene Manning in Il terrore di Chicago
- Jayne Mansfield in Voi assassini
- Rossana Martini in Se fossi deputato
- Allyn Ann McLerie in I cavalieri di Allah
- Dina Merrill in I nomadi
- Gertrude Michael in Squilli al tramonto
- Eve Miller in Il tesoro dei Sequoia
- Sara Montiel in Serenata
- Rita Moreno in Asfalto selvaggio
- Valeria Moriconi in La spiaggia
- Noreen Nash in Il fantasma dello spazio
- Mildred Natwick in La signora in giallo
- Debra Paget in L'ultima riva
- Betsy Palmer in La nave matta di Mister Roberts
- Franca Parisi in L'angelo bianco
- Muriel Pavlow in Quattro in medicina
- Mala Powers in Tammy fiore selvaggio
- Frances Rafferty in La signora Parkington
- Paula Raymond in Riccardo Cuor di Leone
- Sheila Reid in L'ospite d'inverno
- Gale Robbins in L'altalena di velluto rosso
- Kasey Rogers in Perdonami se ho peccato
- Eva Marie Saint in Un cappello pieno di pioggia
- Anna Maria Sandri in Capitan Fantasma
- Ingeborg Schöner in Souvenir d'Italie
- Elizabeth Sellars in Désirée
- Janet Shaw in Il ponte di Waterloo
- Joan Shawlee in Addio alle armi
- Norma Shearer in Maschere di lusso
- Maggie Smith in International Hotel
- Patricia Smith in L'aquila solitaria
- Leigh Snowden in La giungla del quadrato
- Karen Steele in L'oro della California
- Jeanette Sterke in Brama di vivere
- Jan Sterling in Operazione segreta
- Connie Stevens in Vento caldo
- Eileen Stevens in Peccato
- Elizabeth Taylor in Il gigante
- Joan Tetzel in Duello al sole
- Ann Tyrrell in Lo zoo di vetro
- Odile Versois in Anselmo ha fretta
- Peggy Webber in Il ladro
- Carole Wells in I trecento di Fort Canby
- Helen Westcott in Il segreto del lago
- Harriet White in L'orribile segreto del dr. Hichcock
- Jacqueline White in Gli avvoltoi
- Elizabeth Wilson in Gli esclusi
- Mary Louise Wilson in She-Devil - Lei, il diavolo
- Teresa Wright in L'uomo della pioggia
- Patrice Wymore in Colpo grosso
- Dana Wynter in Qualcosa che vale

## Riconoscimenti
- 1991 – Nastro d'argento per il miglior doppiaggio femminile – per la voce di Jessica Tandy in A spasso con Daisy.